# Isidora Zegers Montenegro

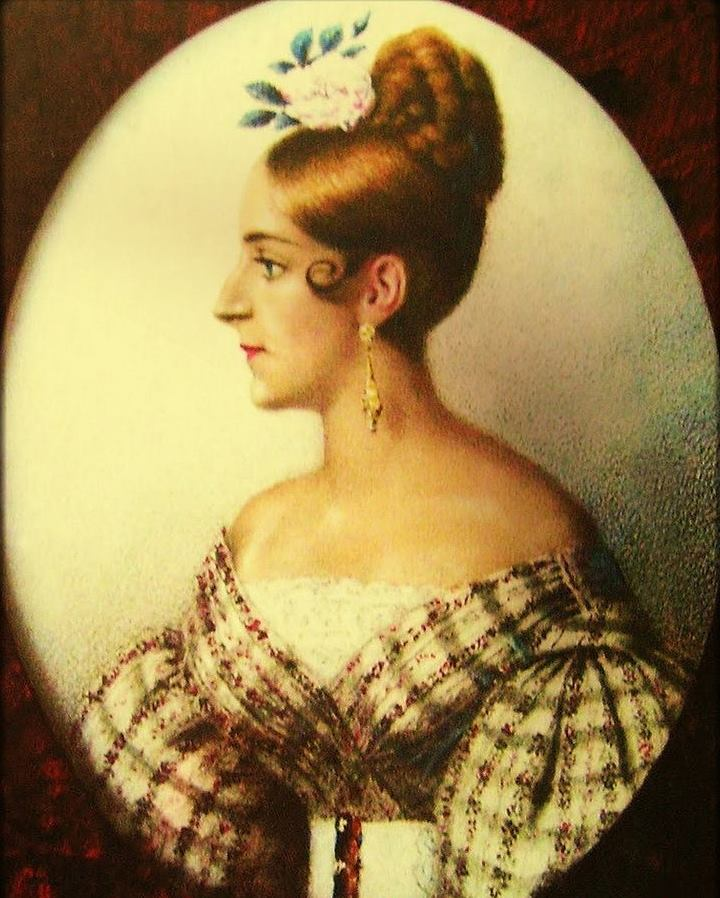

Isidora Zegers Montenegro, també coneguda com a Isidora Zegers de Huneeus (Madrid, 1 de gener de 1803 - Santiago de Xile, 14 de juliol de 1869) va ser una cantant i compositora de música de saló que, nascuda a Europa, va destacar per la seva aportació a la cultura de Xile durant el segle xix.

## Biografia
Filla de Juan Francisco Zegers i Florència Montenegro, va créixer en una família d'origen flamenc i va rebre des de petita una completa instrucció artística, amb influències hispanes i franceses. Va estudiar piano, arpa, guitarra, harmonia, composició i, amb el professor italià resident a París Federico Massimino, cant. Les primeres obres que va compondre són cançons per a veu i piano amb text francès.
Va traslladar-se a Xile el 1823 amb tota la família, ja que el pare que havia estat contractat pel govern d'aquest país sud-americà. Allà va conèixer el seu marit, Guillermo de vic Tupper, que moriria pocs anys més tard (1830, batalla de Lircay).
Isidora, doncs, va quedar vídua amb 27 anys i amb tres fills. Després d'això, el seu pare, fou destituït del càrrec. Davant de l'adversitat, va començar a exercir com a professora en un col·legi que havia fundat el seu pare; va continuar assistint a tertúlies i salons on va conèixer a Jorge Huneeus Lippmann, provinent de Bremen i representant comercial de cases angleses i alemanyes, que es va convertir en el seu segon marit el 1835 i amb qui tindria sis fills.
Isidora va tenir molt èxit entre l'alta societat de Santiago amb les seves interpretacions vocals. Junt amb el violoncel·lista Carlos Drewetcke, i amb el jove compositor José Zapiola, que en aquell moment era clarinetista de la Catedral Metropolitana de Santiago, van fundar una associació artística, que va prendre el nom de Societat Filharmònica.
Tal com explicaria Zapiola, fou Isidora Zegers qui va portar a Xile l'òpera de Gioachino Rossini, concretament la companyia de Raffaello Pantanelli, amb la famosa contralt italiana Adelaide Corradi, que es quedaria a Xile fins al final dels seus dies.Fervorosa admiradora de l'art líric italià, el "va promoure intensament deixant una llavor que va germinar amb la difusió i posterior establiment de l'òpera a Xile al segle XIX". "Isidora Zegers es va consolidar com a artista en el camp de la música de saló, espai que representava plenament l'esperit romàntic i la cultura burgesa de l'època", assenyala l'article que li dedica la publicació Memòria Chile.
La casa dels Hunneus Zegers era freqüentada per intel·lectuals, músics i visitants estrangers com els argentins Bartolomé Mitre i Domingo Faustino Sarment, l'alemany Mauricio Rugendas, el francès Monvoisin, Mercedes Marín del Solar, el veneçolà Andrés Bell, els xilens José Joaquín Vallejo, i Federico Guzmán, o el compositor nord-americà, Louis Gottschalk.
Així mateix, va estar en contacte amb els principlas músics actius a Xile en el moment: el compositor peruà José Bernardo Alcedo, l'alemany Guillermo Frick, Francisco Oliva, Aquinas Ried i el ja esmentat Zapiola. Amb Alcedo i Zapiola va col·laborar en la fundació i desenvolupament de la primera publicació periòdica xilena sobre música, El Semanario Musical, del qual es van publicar 16 números. La labor d'Isidora Zegers va ser fonamental en la història musical de Xile de la primera meitat del segle xix i en reconeixement de la seva aportació el president Manuel Bulnes la va nomenar, el 27 de març de 1851, presidenta honoraria de l'Acadèmia del Conservatori Nacional de Música, a la creació de la qual havia contribuït.

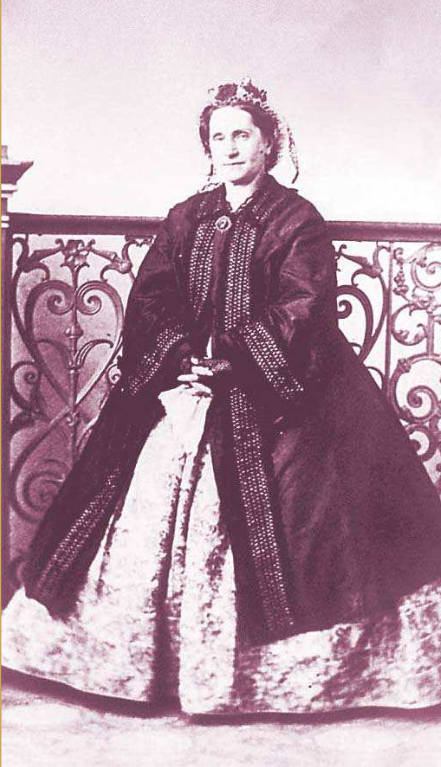
Isidora Zegers el 1865

Per raons de salut, es va traslladar a Copiapó el 1862, on va fundar una Societat Filharmònica a l'estil de la santiaguina. Va morir als 66 anys a Santiago.

## Reconeixements
En homenatge a Isidora Zegers es va batejar en 1920 el Liceu de Nenes de Puerto Montt i, en 1973, se li va donar el seu nom a la Sala del Teatre de la Facultat d'Arts de la Universitat de Xile. A Sant Pedro de la Paz, regió del Bío-Bío, hi ha un carrer en el seu honor.